# Tascadrugistas
Los tascadrugistas eran una rama de los montanistas que en señal de tristeza se ponían el dedo en la nariz en el momento de la oración. Esto significa el nombre tascadrugistas.
También se ponían el dedo en la boca para recomendar silencio. Esta secta fue poco numerosa. Algunos de sus miembros se encontraban en Galacia. Se llamaban también pasalorinquistas, patalotinquistas, ascodrupistas, etc. 